# Бёлленборн
Бёлленборн (нем. Böllenborn) — община в Германии, в земле Рейнланд-Пфальц. 
Входит в состав района Южный Вайнштрассе. Подчиняется управлению Бад-Бергцаберн.  Население составляет 242 человека (на 31 декабря 2010 года). Занимает площадь 4,11 км².